# Хануй гол
Хануй гол (Хануйн гол) (на монголски: Хануй гол) е река в Централна Монголия, десен приток на Селенга, вливаща се в езерото Байкал. С дължина 421 km и площ на водосборния басейн 14 600 km² река Хануй гол води началото си от северните склонове на планината Хангай на 2862 m н.в. По цялото си протежение тече в посока север-североизток (с малки отклонения в долното течение) през планински и хълмисти местности в широка долина. На 49°20′51″ с.ш. и 102°21′44″ и.д. и 956 m н.в. се влива отдясно в река Селенга. Основни притоци: леви – Хуран Ханун, Бор Бургосни гол, Дзун Цур гол, Дзуслангийн гол; десни – Хунуйн гол (най-голям приток). Има предимно дъждовно подхранване и пролетно-лятно пълноводие, обусловено от топенето на снеговете, а от ноември до март – ясно изразено маловодие. Средният годишен отток в долното ѝ течение е около 20 m³/s. Замръзва през ноември, а се размразява през април, като в някои по-плитки участъци замръзва до дъно. Протича през слабо населени и почти безлюдни райони.